# 美雄醇
美雄醇（英語：Methandriol，INN,商品名为Crestabolic、Cytobolin、Diandren、Madiol、Stenediol或Mestenediol，也被称为甲基雄烯二醇，methylandrostenediol，或17α-甲基雄甾-5-烯-3β,17β-二醇，17α-methylandrost-5-ene-3β,17β-diol）是一种人工合成的雄激素和同化類固醇（AAS）。美雄醇是内源性的激素原雄烯二醇的17α-甲基化衍生物，其羧酸酯类（如丙酸美雄醇、二丙酸美雄醇、二乙酸美雄醇）也已作为药物上市。

## 历史
美雄醇与17α-甲基睪酮、美雄诺龙（17α-甲基双氢睾酮）等首次合成于1935年。